# Elecciones generales del Reino Unido de 1987
Las elecciones generales de 1987 en el Reino Unido fueron celebrados el jueves 11 de junio de 1987.

## Resultados
|  | 42.2 % |

|  | 30.8 % |

|  | 22.6 % |

|  | 0.8 % |

|  | 1.3 % |

|  | 0.5 % |

|  | 0.4 % |

|  | 0.3 % |

|  | 0.3 % |

|  | 0.1 % |

|  | 0.3 % |

|  | 0.2 % |

|  | 0.1 % |

|  | 0.1 % |

|  | 0.1 % |

|  | 75.3 % |

### Resumen de resultados
| \| Voto popular \| Voto popular \| Voto popular \| Voto popular \| Voto popular \| \| --------------------------- \| --------------------------- \| ------------ \| ------------ \| ------------ \| \| \| \| \| \| \| \| Conservador \| Conservador \| \| 42.2 % \| 42.2 % \| \| Laborista \| Laborista \| \| 30.8 % \| 30.8 % \| \| Liberal \| Liberal \| \| 22.6 % \| 22.6 % \| \| SNP \| SNP \| \| 1.3 % \| 1.3 % \| \| UUP \| UUP \| \| 0.8 % \| 0.8 % \| \| Socialdemócrata y Laborista \| Socialdemócrata y Laborista \| \| 0.5 % \| 0.5 % \| \| Plaid Cymru \| Plaid Cymru \| \| 0.4 % \| 0.4 % \| \| Verde \| Verde \| \| 0.3 % \| 0.3 % \| \| DUP \| DUP \| \| 0.3 % \| 0.3 % \| \| Sinn Féin \| Sinn Féin \| \| 0.3 % \| 0.3 % \| \| Others \| Others \| \| 0.6 % \| 0.6 % \| |                             |  |        |        |
| Voto popular |                             |  |        |        |
| |                             |  |        |        |
| Conservador | Conservador                 |  | 42.2 % | 42.2 % |
| Laborista | Laborista                   |  | 30.8 % | 30.8 % |
| Liberal | Liberal                     |  | 22.6 % | 22.6 % |
| SNP | SNP                         |  | 1.3 %  | 1.3 %  |
| UUP | UUP                         |  | 0.8 %  | 0.8 %  |
| Socialdemócrata y Laborista | Socialdemócrata y Laborista |  | 0.5 %  | 0.5 %  |
| Plaid Cymru | Plaid Cymru                 |  | 0.4 %  | 0.4 %  |
| Verde | Verde                       |  | 0.3 %  | 0.3 %  |
| DUP | DUP                         |  | 0.3 %  | 0.3 %  |
| Sinn Féin | Sinn Féin                   |  | 0.3 %  | 0.3 %  |
| Others | Others                      |  | 0.6 %  | 0.6 %  |

### Resumen de asientos
| \| Escaños \| Escaños \| Escaños \| Escaños \| Escaños \| \| ----------- \| ----------- \| ------- \| ------- \| ------- \| \| \| \| \| \| \| \| Conservador \| Conservador \| \| 57.8 % \| 57.8 % \| \| Laborista \| Laborista \| \| 35.2 % \| 35.2 % \| \| Liberal \| Liberal \| \| 3.4 % \| 3.4 % \| \| UUP \| UUP \| \| 1.4 % \| 1.4 % \| \| Others \| Others \| \| 2.2 % \| 2.2 % \| |             |  |        |        |
| Escaños |             |  |        |        |
| |             |  |        |        |
| Conservador | Conservador |  | 57.8 % | 57.8 % |
| Laborista | Laborista   |  | 35.2 % | 35.2 % |
| Liberal | Liberal     |  | 3.4 %  | 3.4 %  |
| UUP | UUP         |  | 1.4 %  | 1.4 %  |
| Others | Others      |  | 2.2 %  | 2.2 %  |

- Datos: Q918472
- Multimedia: 1987 United Kingdom general election / Q918472